# Lahouaza
Lahouaza (àrab لحوازة) és una comuna rural de la província de Settat de la regió de Casablanca-Settat. Segons el cens de 2014 tenia una població total de 7.394 persones.